# Månsåsen
Månsåsen är en Bebyggelse i Marby distrikt (Marby socken) i Åre kommun i västra Jämtland. Fram till 2023 klassades den som småort, men avregistrerades 2023 på grund av för långt avstånd mellan byggnader.  
Månsåsen ligger längs länsväg 321 på Storsjöns västra sida i sydöstligaste delen av Åre kommun.
Från Månsåsen går en väg till Vällviken och en mot Gärdsta varifrån det finns färjeförbindelse över Håkansta - Norderön - Sunne. Vintertid finns isvägen från Vällviken till Sunne som förbinder Månsåsen med kortare väg till Östersund.